# Newnham College, Cambridge

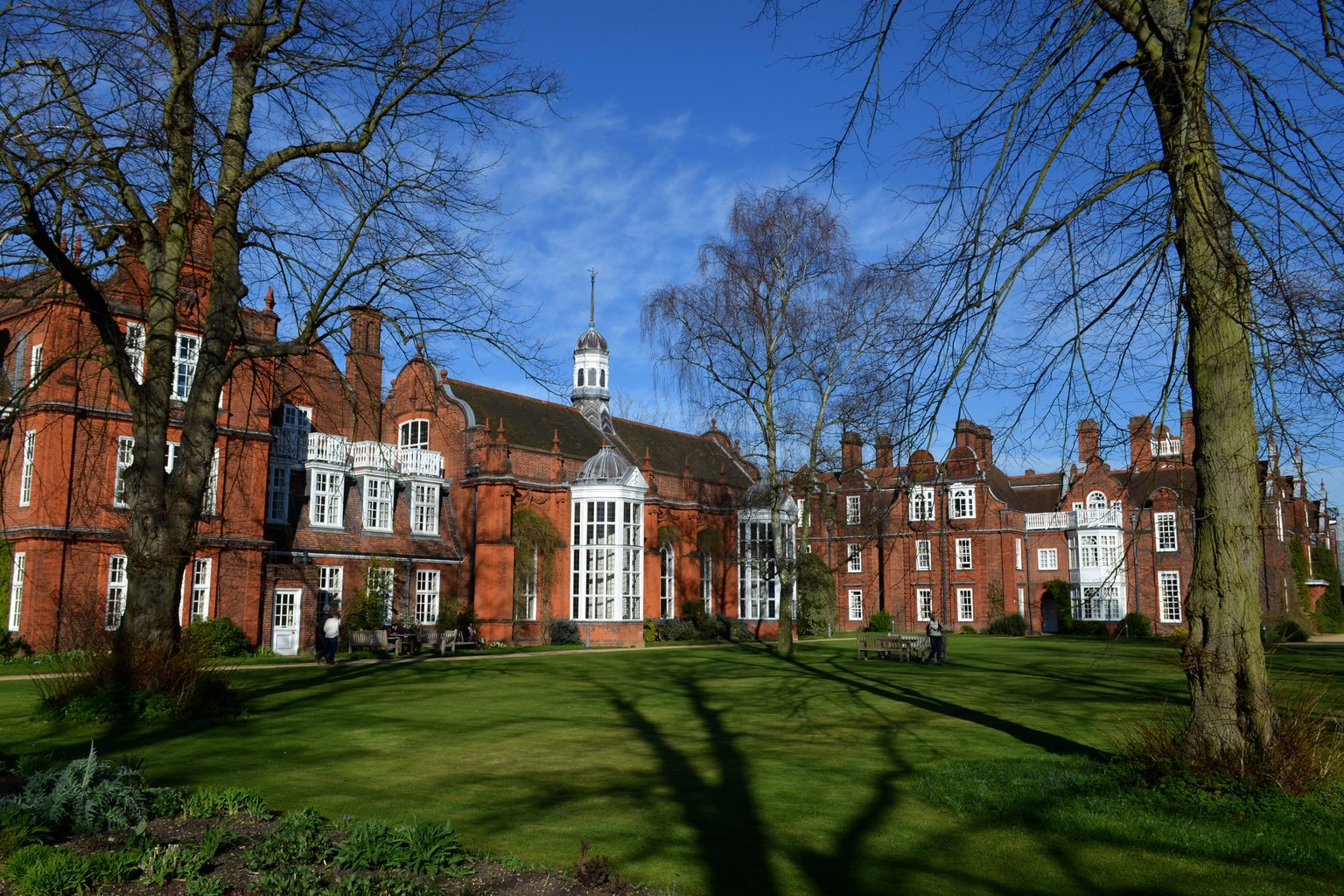
Newnham College, stora matsalen

Heraldiskt vapen för Newnham College

Newnham College är ett college för kvinnor vid University of Cambridge.
Colleget grundades 1871 av en grupp som organiserade föreläsningar för damer, där bland andra filosofen Henry Sidgwick och suffragettkämpen Millicent Garrett Fawcett deltog. Det var det andra kvinnliga colleget som grundades i Cambridge, efter Girton College. Skolan firade sitt 150-årsjubileum under 2021 och 2022.

## Historia
Newnhams historia började med bildandet av Association for Promoting the Higher Education of Women in Cambridge 1869. Kvinnornas framsteg vid universitetet i Cambridge beror till stor del på det pionjärarbete som utfördes av filosofen Henry Sidgwick, lärare vid Trinity. Lectures for Ladies hade startats i Cambridge 1869, och efterfrågan var så stor från dem som inte kunde resa in dagligen att Sidgwick, en av organisatörerna av föreläsningarna, 1871 hyrde ett hus på Regent Street 74 för att hysa fem kvinnliga studenter som ville delta i föreläsningar men som inte bodde tillräckligt nära universitetet för att göra det. Han övertalade Anne Clough, som tidigare hade drivit en skola i Lake District, att ta hand om huset. Året därpå (1872) flyttade Clough till Merton House (byggt omkring 1800) på Queen's Road, och sedan till lokaler på Bateman Street. Clough blev så småningom rektor för colleget.
Efterfrågan fortsatte att öka och företagets anhängare bildade ett aktiebolag för att samla in pengar, arrendera mark och bygga på den. År 1875 byggdes den första byggnaden för Newnham College på platsen vid Sidgwick Avenue, där skolan fortfarande ligger. År 1876 gifte sig Henry Sidgwick med Eleanor Mildred Balfour, som redan var en anhängare av kvinnors utbildning. De bodde i Newnham under två perioder under 1880- och 1890-talen.
Skolan kom formellt till 1880 genom en sammanslagning av föreningen och företaget. Från 1881 var det tillåtet för kvinnor att avlägga universitetsexamina. Deras resultat antecknades i separata klasslistor. Namnet har ibland stavats fonetiskt som Newham College.
Efterfrågan från blivande studenter var fortsatt stor och Newnham Hall Company byggde stadigt och tillhandahöll ytterligare tre salar, ett laboratorium och ett bibliotek under åren fram till första världskriget. Arkitekten Basil Champneys var anställd under hela denna period och ritade byggnaderna i Queen Anne-stil med stor framgång.
Många unga kvinnor i England i mitten av 1800-talet hade inte tillgång till den typ av formell gymnasieutbildning som skulle ha gjort det möjligt för dem att gå direkt in på samma universitetskurser som de unga männen – den första rektorn själv hade aldrig varit elev i en skola. Newnhams grundare tillät alltså de unga kvinnorna att arbeta på och till en nivå som passade deras prestationer och förmågor. En del av dem gick faktiskt vidare till examensarbete med ett extra års förberedelser. Och när flickgymnasium grundades under 1800-talets sista fjärdedel, ofta bemannade av dem som hade gått på kvinnoskolorna i Cambridge, Oxford och London, började situationen förändras. År 1890 rankades Newnham-studenten Philippa Fawcett över Senior Wrangler, det vill säga topp i Mathematical Tripos. Under första världskriget gick de allra flesta Newnham-studenter direkt in på kurser på examensnivå.
En ny Pfeiffer-byggnad byggdes 1893, till stor del finansierad av en donation på 5 000 pund från poeten Emily Jane Pfeiffer. När Newnham skräddarsydde läroplanen för studenterna hamnade hon i konflikt med Girton (det andra Cambridge-colleget för kvinnor), som grundats två år tidigare. Girtons grundare Emily Davies trodde passionerat på att jämställdhet endast kunde uttryckas genom att kvinnor gick samma kurser som männen, på samma schema. Detta innebar att Girton lockade till sig ett mycket mindre intag under sina första år. Men Newnham Council stod på sig, stärkt av många av dess medlemmars engagemang för utbildningsreformer i allmänhet och en önskan att ändra några av de kurser som Cambridge erbjöd sina män.
År 1948 uppnådde Newnham, liksom Girton, full status som en högskola vid universitetet.

## Kvinnor på universitetet

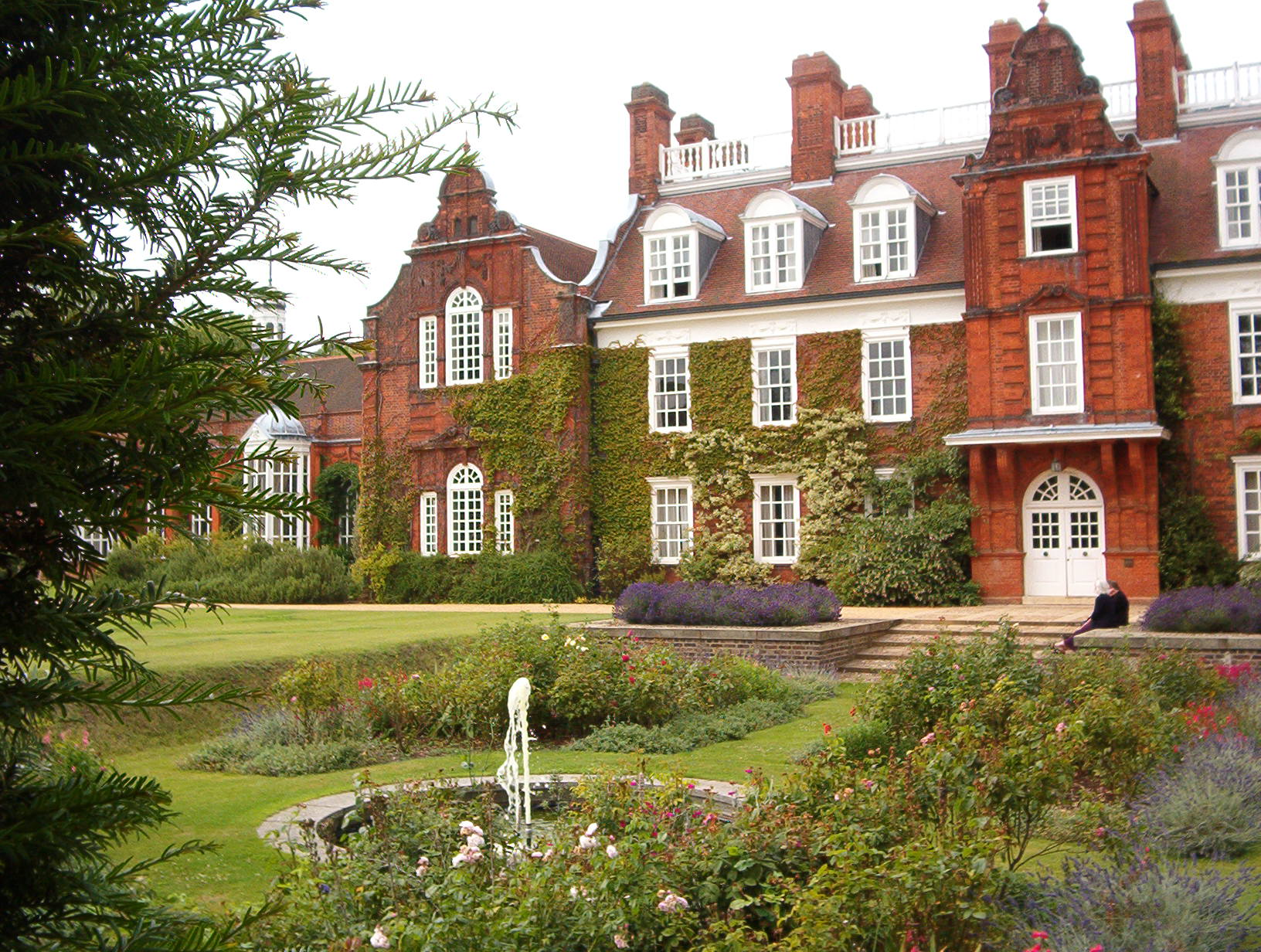
Sidgwick Hall och Sunken Garden.

Universitetet som institution tog till en början ingen notis om dessa kvinnor och arrangemangen för att avlägga prov måste förhandlas fram med varje examinator individuellt. År 1868 tillät Cambridges Local Examinations Board (som styrde examina utanför universitet) kvinnor att ta examen för första gången. En konkret förändring inom universitetet skulle få vänta tills de första kvinnliga högskolorna hade bildats, och efter grundandet av Girton College (1869) och Newnham (1871) tilläts kvinnor att delta i föreläsningarna, om än efter föreläsarens gottfinnande. År 1881 förhandlades det dock fram ett allmänt tillstånd att avlägga tentamina.
Ett första försök att tillförsäkra kvinnorna de titlar och privilegier som de hade efter sina examina, inte bara ett intyg från sina högskolor, avslogs 1887 och ett andra försök 1897 ledde till ett ännu mer spektakulärt nederlag. Studenter som demonstrerade mot kvinnorna och deras anhängare orsakade skador för hundratals pund på Salutorget.
Första världskriget medförde en katastrofal kollaps av avgiftsinkomsterna för männens högskolor och både Cambridge och Oxford sökte för första gången statlig ekonomisk hjälp. Det var i detta sammanhang som kvinnorna än en gång försökte få dem inkluderade, den här gången bad de inte bara om titlarna på examina utan också om de privilegier och det engagemang i universitetsförvaltningen som det skulle innebära att inneha en egentlig examen. I Oxford säkrades detta 1920, men i Cambridge förlorade kvinnorna igen 1921 och fick nöja sig med titlarna – den mycket skämtade BA-titeln – men inte innehållet i examina. Den här gången använde de manliga studenterna som firade segern över kvinnorna en handkärra som murbräcka för att förstöra den nedre halvan av bronsportarna i Newnham, ett minnesmärke över Anne Clough.
Kvinnorna tillbringade mellankrigsåren instängda på tröskeln till universitetet. De kunde inneha universitetsposter, men de kunde inte tala eller rösta i sina egna institutioners angelägenheter eller i universitetets angelägenheter som helhet. År 1948 blev kvinnorna slutligen fullvärdiga medlemmar i universitetet, även om universitetet fortfarande hade befogenhet att begränsa deras antal. Den nationella universitetsexpansionen efter andra världskriget medförde ytterligare förändringar. År 1954 grundades ett tredje college för kvinnor, New Hall (numera Murray Edwards College). År 1965 grundades det första blandade forskarkollegiet, Darwin College. På 1970-talet tog tre manliga högskolor (Churchill, Clare och King's) för första gången emot kvinnor. Gradvis upphörde Cambridge att vara "ett mansuniversitet om än av blandad typ", som det hade beskrivits på 1920-talet i en minnesvärd förvirrad fras. Cambridge har nu inga helt manliga colleges och Girton är också blandat. Newnham och Murray Edwards behåller helt kvinnliga studentkårer, medan Lucy Cavendish College började ta emot män 2021.
När de sista collegen med enbart män omvandlades till blandade skolor på 1970- och 80-talen uppstod oundvikligen frågor om huruvida någon av de återstående skolorna med enbart kvinnor också skulle förändras till blandade colleges. Frågan blev återigen framträdande när colleges med enbart kvinnor i resten av landet började ta emot män, och efter tillkännagivandet 2007 att Oxfords universitets sista kvarvarande college med endast kvinnor, St Hilda's, skulle ta emot män, är Cambridge det enda universitetet i Storbritannien där colleges har en antagningspolicy som diskriminerar på grund av kön.

## Studentliv
Basil Champneys designade vad som populärt sades vara "den näst längsta sammanhängande inomhuskorridoren i Europa" för att förhindra att kvinnorna på skolan tvingades ut i regnet. I laboratoriet, som ligger i närheten av idrottsplatsen, finns nu ett utrymme som är värd för en rad kulturevenemang, såsom teaterproduktioner, musikkonserter och konstutställningar.

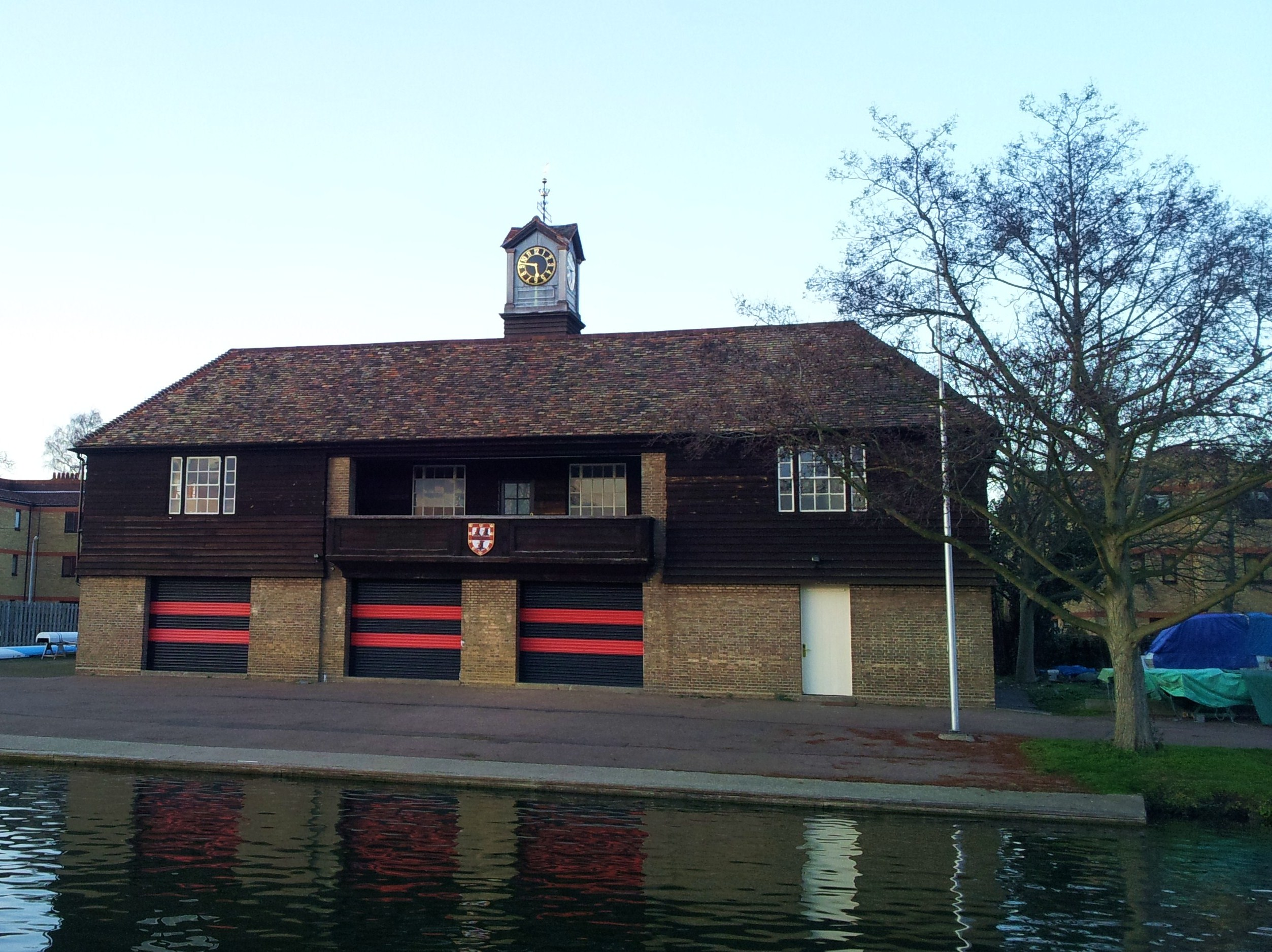
Newnham College Boat House

Vid sidan av en formell matsal finns det också ett modernt källarvalv där studenterna kan äta och koppla av. Colleget är också hem för det kulturminnesmärkta Yates Thompson Library från 1897 och Horner Markwick-byggnaden. Biblioteket var ursprungligen Newnham-studenternas primära referenskälla eftersom kvinnor inte fick komma in i universitetsbiblioteket. Biblioteket byggdes med en gåva från Henry Yates Thompson och hans fru Elizabeth. Det är fortfarande ett av de största universitetsbiblioteken i Cambridge med en samling på 100 000 volymer, inklusive cirka 6 000 sällsynta böcker.
Newnham har två officiella sociala mötesrum som representerar studenternas intressen på skolan och ansvarar för de sociala aspekterna av universitetslivet. Studenter är medlemmar i Junior Combination Room (JCR), medan doktorander är medlemmar i Middle Combination Room (MCR).
Colleget har många egna föreningar, inklusive klubbar för rodd, fotboll, netball, tennis och många andra sporter, samt flera körer. Eftersom Newnham är en icke-konfessionell stiftelse har den inget eget kapell. Körforskare vid Newnham utgör en del av Selwyn Colleges kapellkör. Newnham College Boat Club var universitetets första båtklubb för kvinnor.

## I litteratur och film
- Newnham College finns beskrivet i två av Virginia Woolfs verk, Ett eget rum (under namnet 'Fernham') och A Women's College from the Outside.
- I James Hiltons roman Random Harvest gick Charles Rainiers brorsdotter Kitty på Newnham College.
- Newnham College medverkade i filmen Red Joan från 2019.
- ITV:s detektivserie Grantchester utspelas det första avsnittet av den femte säsongen (2020) i Newnham, med en handling om en students död efter en  May Ball in Cambridge.

## Galleri

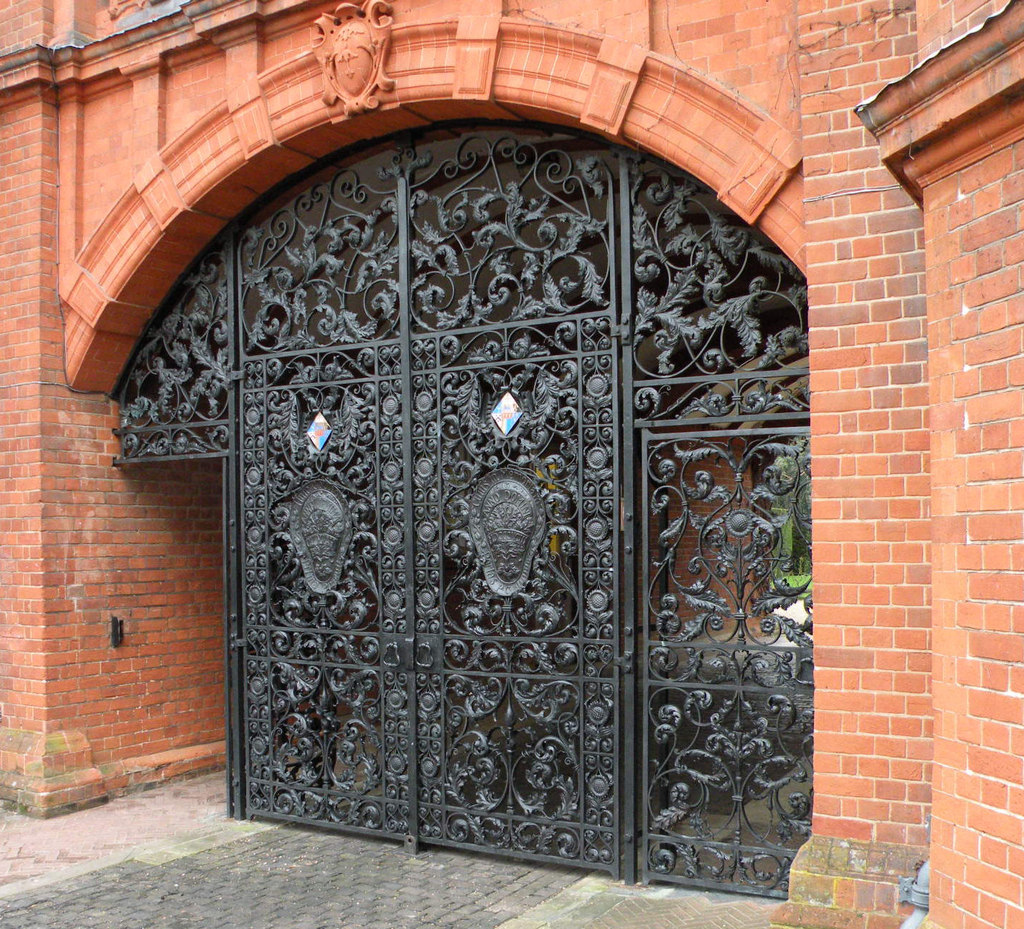
Järngrinden till minne av Anne Clough
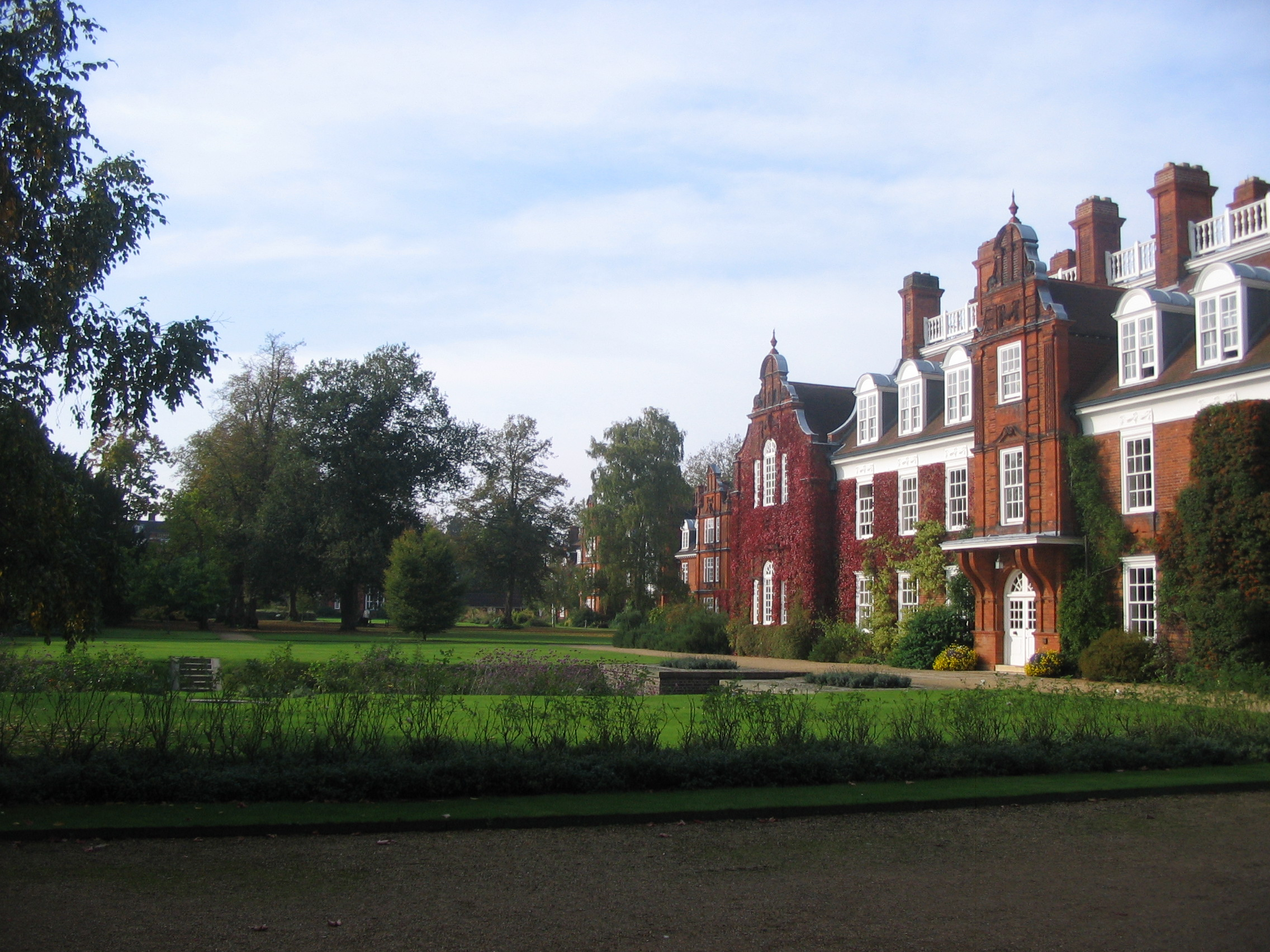
Sidgwick.
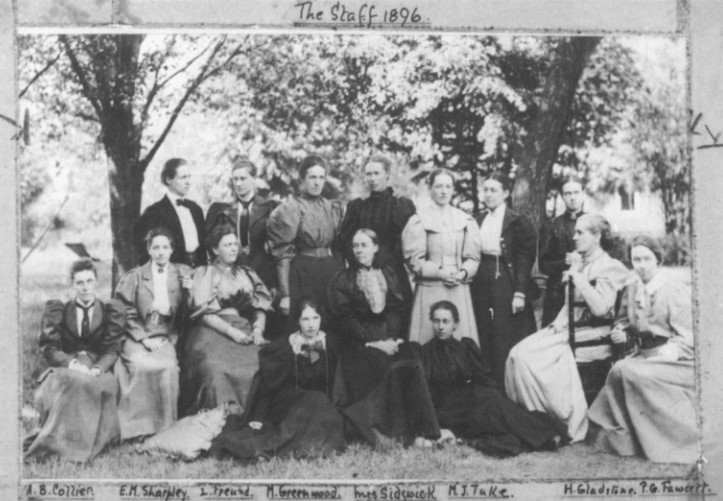
Lärarkåren 1896
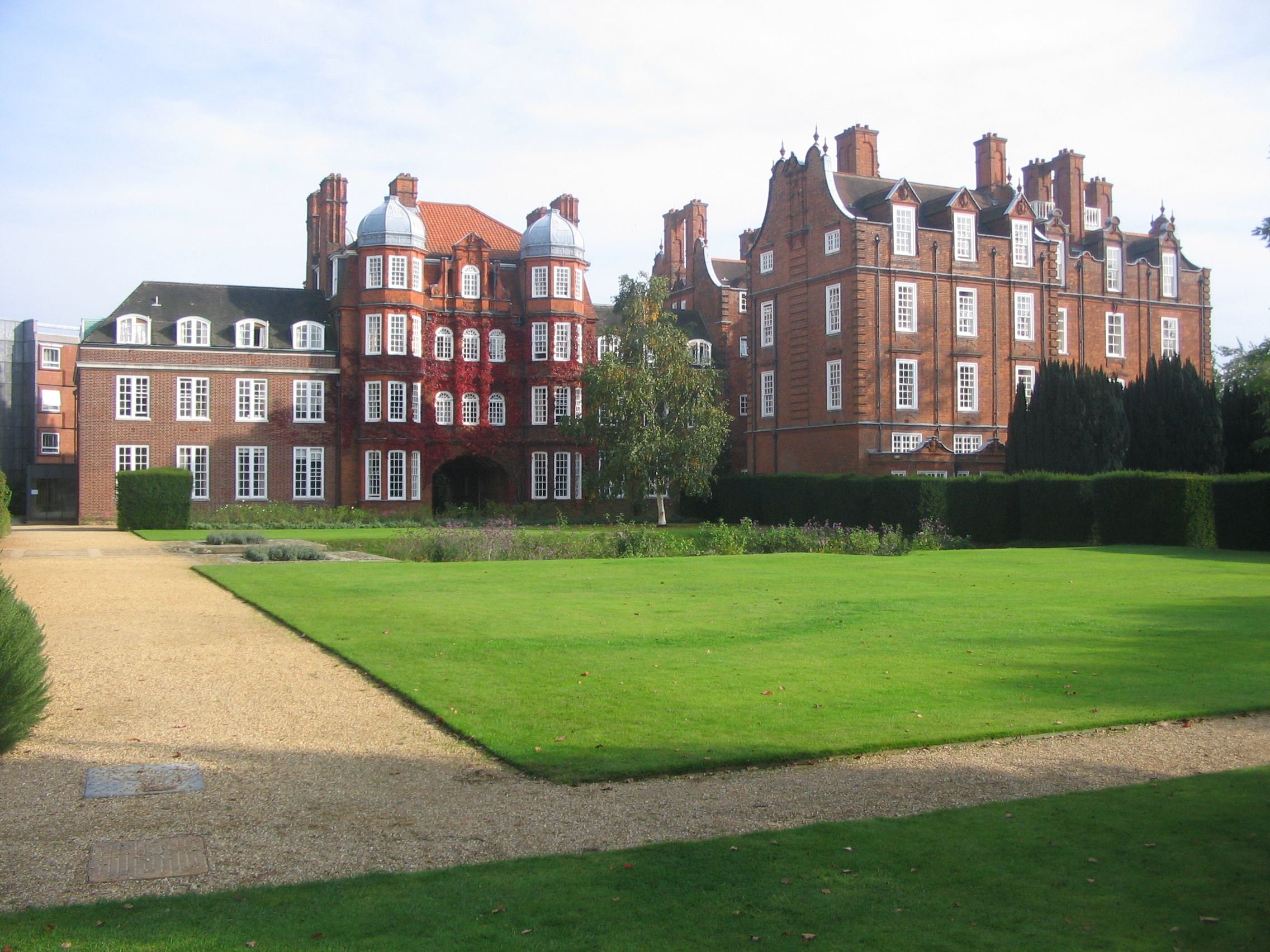
Pfeiffer Arch och the Old Hall building.
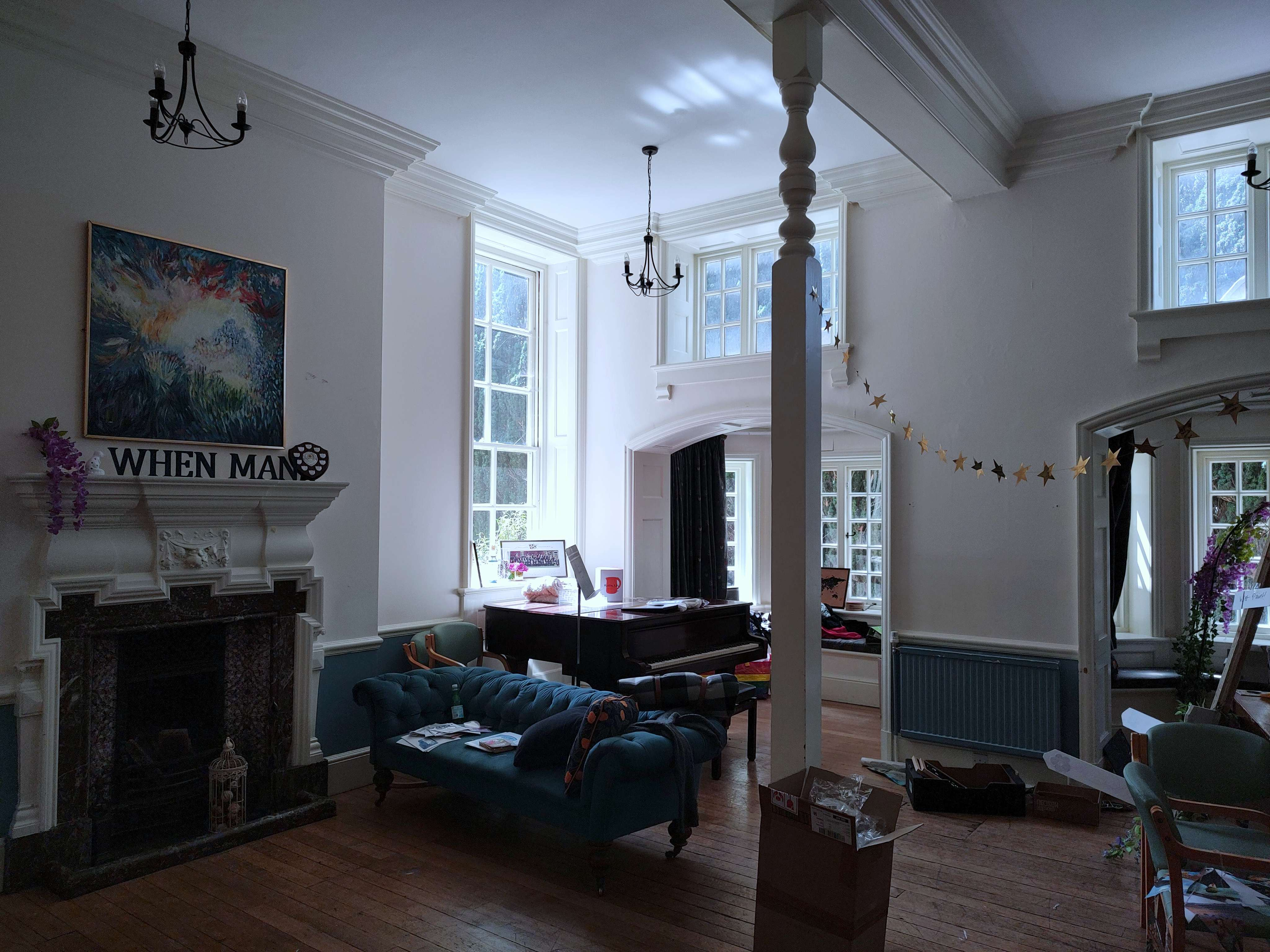
Ett av de sociala mötesrummen i Old Hall.
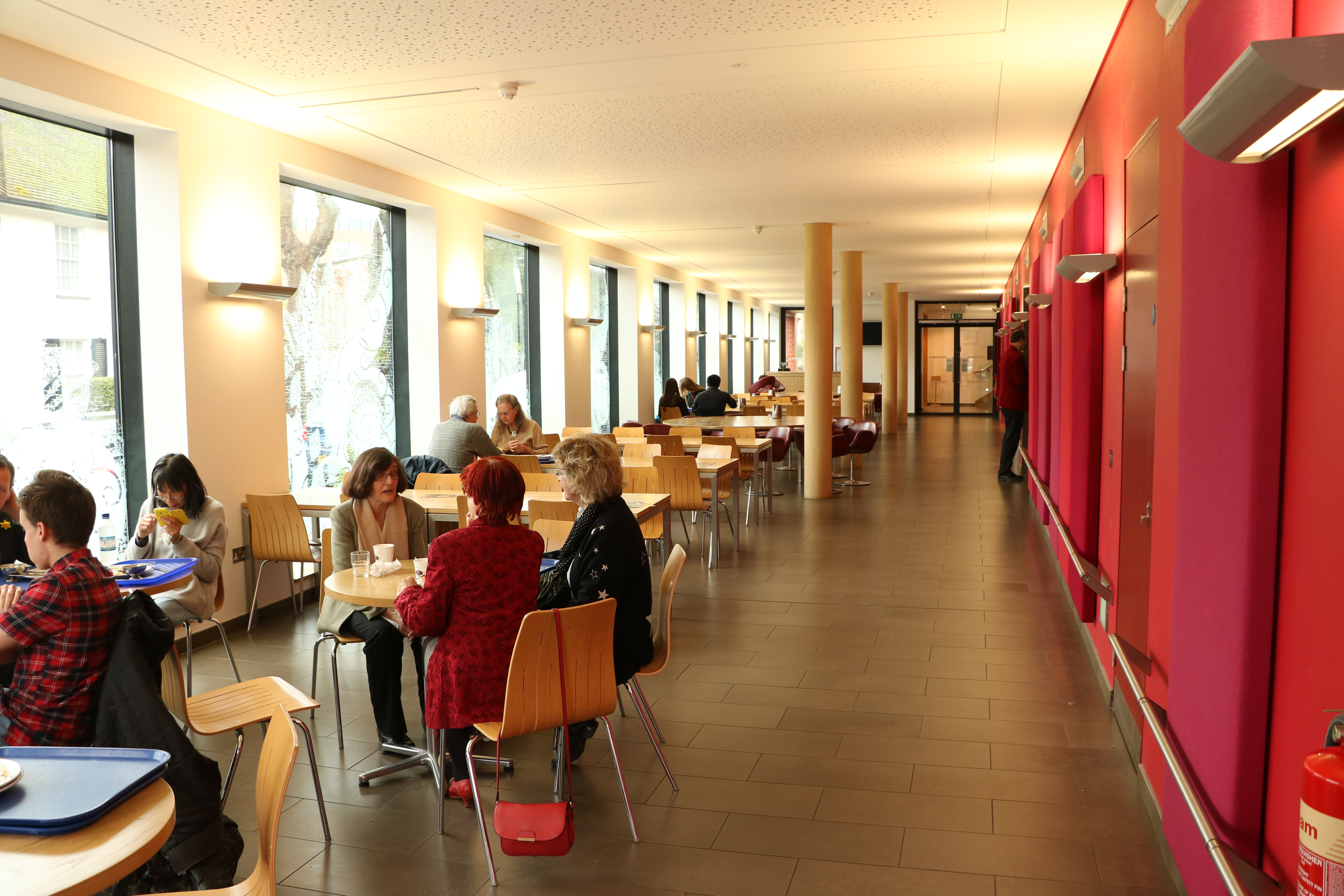
The Buttery, mars 2017
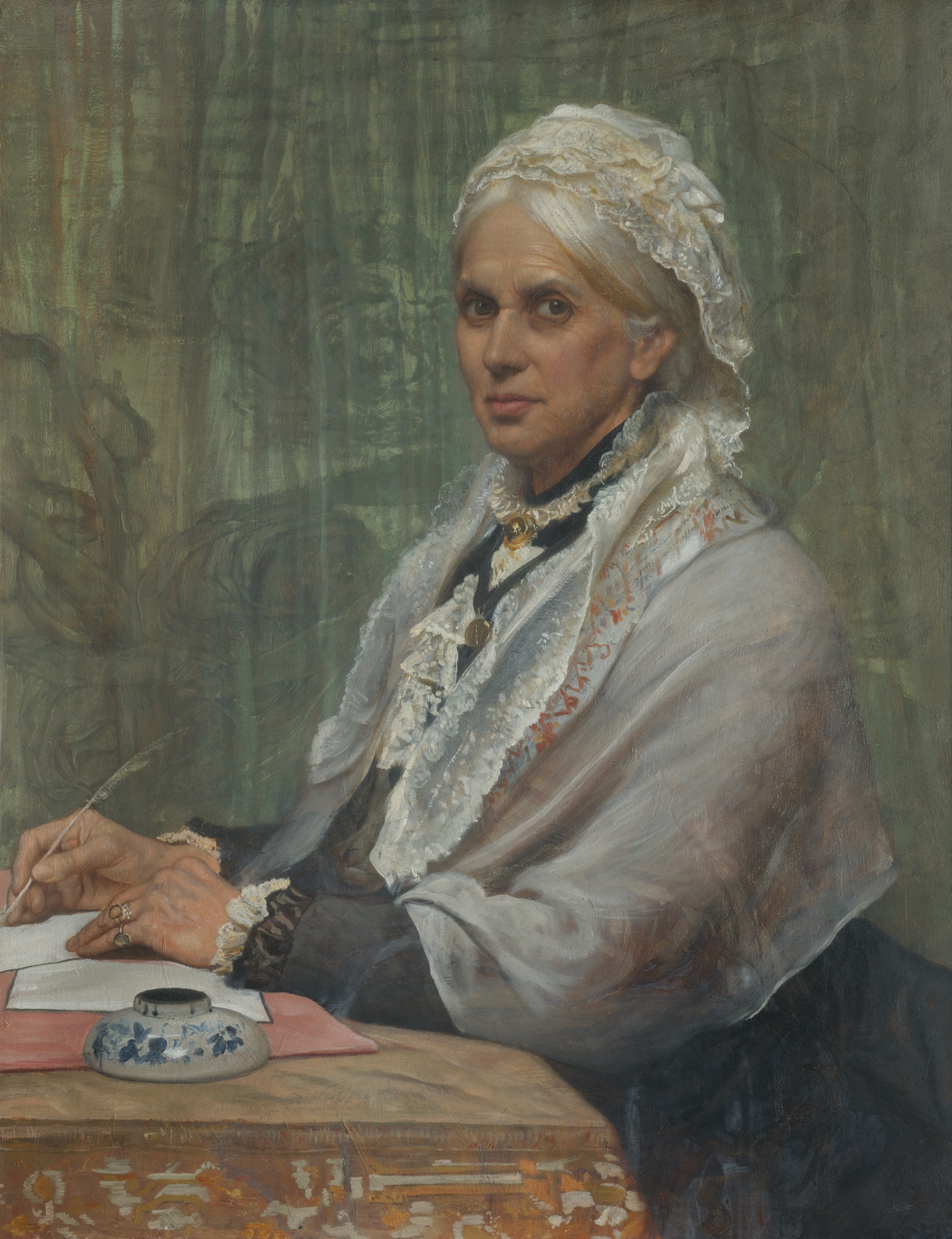
Anne Clough
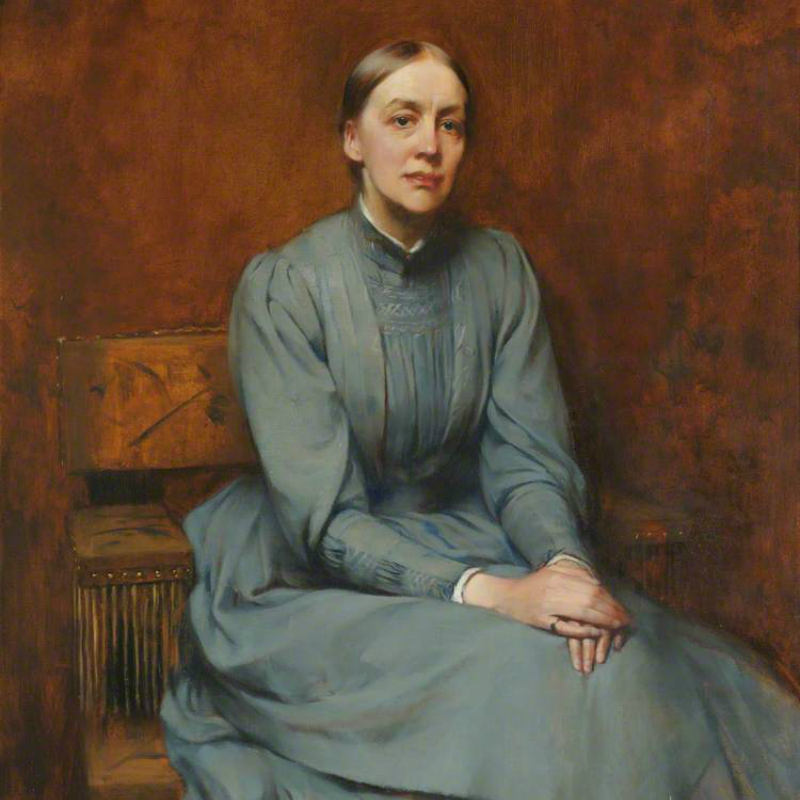
Eleanor Sidgwick
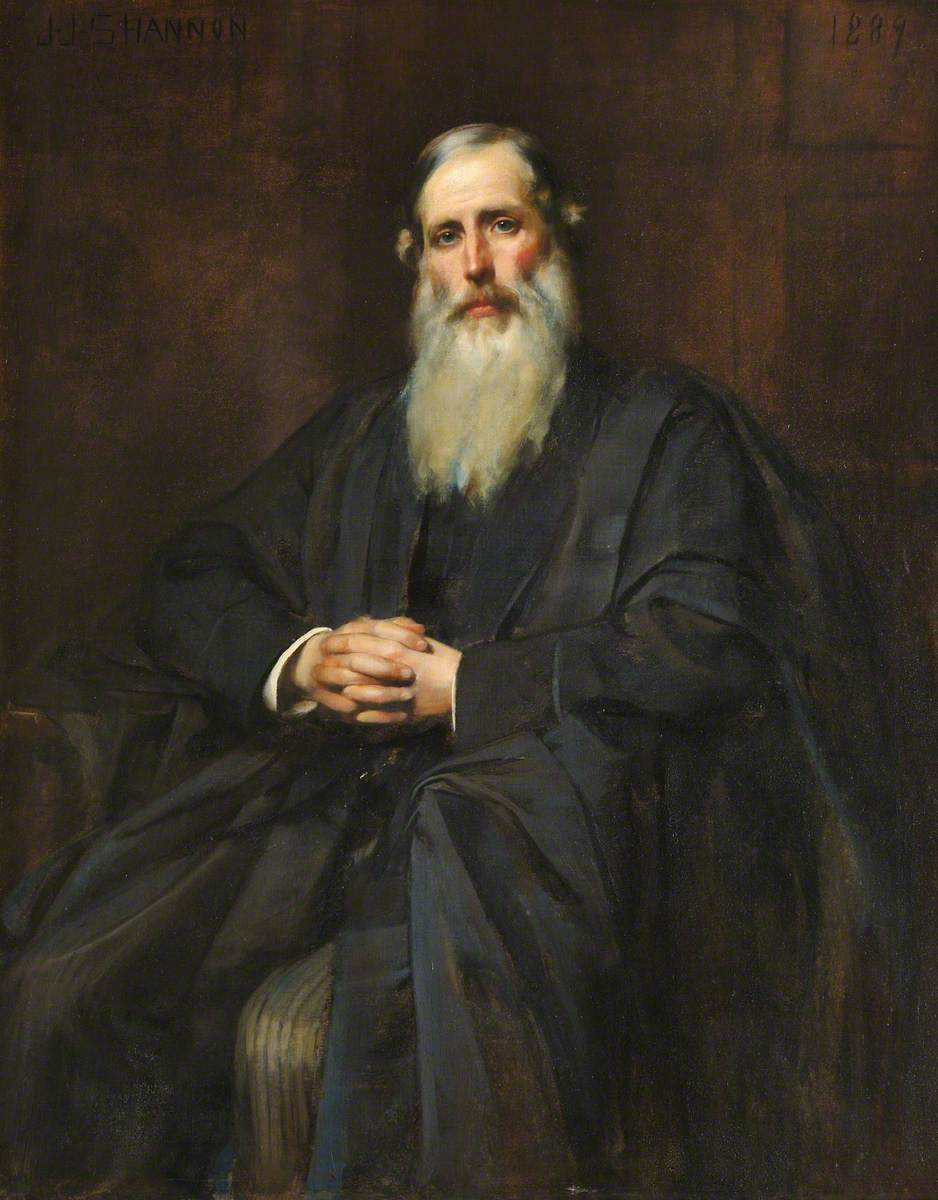
Henry Sidgwick
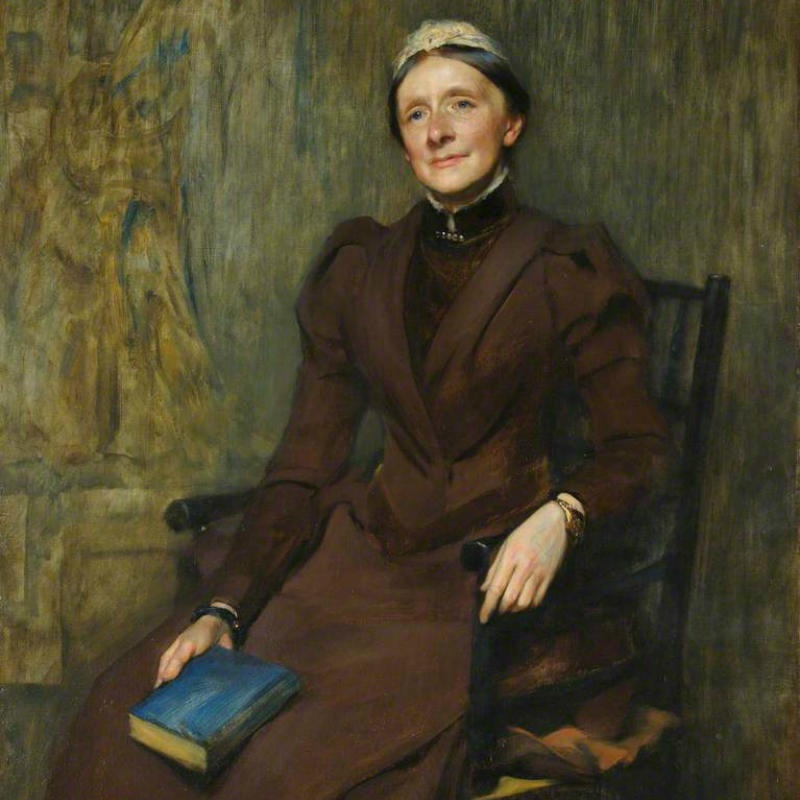
Marion Kennedy, en av grundarna
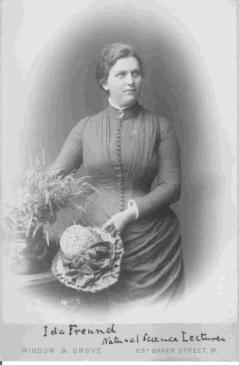
Ida Freund, Storbritanniens första kvinnliga universitetsföreläsare i kemi vid Newnham College.